# (6931) Kenzaburo
(6931) Kenzaburo est un astéroïde de la ceinture principale.

## Description
(6931) Kenzaburo est un astéroïde de la ceinture principale. Il fut découvert le 4 novembre 1994 à Kitami par Kin Endate et Kazuro Watanabe. Il présente une orbite caractérisée par un demi-grand axe de 3,03 UA, une excentricité de 0,10 et une inclinaison de 10,9° par rapport à l'écliptique.

## Compléments